# اضطراب الفكر
في الطب النفسي، يحدث اضطراب الفكر (TD) أو اضطراب التفكير الشكلي (FTD) عندما يعاني شخص من مشاكل خطيرة في التفكير والمشاعر والسلوك. وقد تشتمل الأعراض على الاعتقاد الزائف عن النفس أو عن الآخرين وجنون العظمة وسماع ورؤية أشياء غير موجودة وقطع الحديث أو التفكير وإظهار مشاعر لا تتوافق مع الموقف. وقد يُظهر من يعاني من مرض اضطراب الفكر طرق تفكير غير مفهومة مع/أو ممارسة لغة غير مفهومة سواء في الكلام أو الكتابة، والتي من المفترض أنها تعكس طريقة تفكيره. وهناك أنواع مختلفة. فعلى سبيل المثال، قد تكون لغته من الصعب فهمها نتيجة انتقاله بسرعة بين أفكار لا تتعلق ببعضها (هروب الأفكار) أو إذا أطنب في الحديث وتشعب وتأخر في إيصال الهدف من وراء الكلمات (إطناب) أو إذا كانت الكلمات متشابكة وغير مناسبة ما يصيب الكلام بالرطانة (كلام مُخلط).
ويعتر الأطباء النفسيون اضطراب الفكر الشكلي أحد نوعي اضطراب «الفكر» أو «التفكير»، والنوع الآخر هو الهذيان. ويتعلق الأخير بـ «المحتوى» بينما يتعلق الأول بـ «الشكل». وبالرغم من أن مصطلح «اضطراب الفكر» قد يشير إلى كلا النوعين السابقين، إلا أنه وفي أسلوب التعبير الشائع يشير إلى اضطراب الفكر «في الشكل» والذي يُعرف أيضا باسم اضطراب الفكر الشكلي.
وعادة ما يعتبر هذا من أعراض المرض العقلي الذهاني، بالرغم من ظهوره أحيانا في حالات أخرى. على سبيل المثال، ضغط الكلام وهروب الأفكار ربما يظهران في مرض الهوس. وربما يظهر كل من التلاحن أو التكرار الصدوي في متلازمة توريت. ورأى يوجين بلولر الذي أطلق على مرض الفصام اسمه بأن سمة مرض الفصام المحددة هي اضطراب عملية التفكير. بالرغم من ذلك فإن اضطراب الفكر لا يقتصر على مرض الفصام أو الذهان. ومن يسمون بالمرضى بأمراض «عضوية» الذين يعانون من الوعي المشوش، مثل الذي يوجد في مرض الهذيان، فإنهم يعانون أيضا من اضطراب الفكر الشكلي.
بالرغم من ذلك فإنه يوجد فرق سريري ما بين الاثنين. إن مرضى الفصام والذهان يمتلكون إمكانية أقل في إظهار الوعي أو القلق حيال ذلك  لأن مرضهم ينتج عن غياب القدرة الأساسية على استخدام نفس النوع من المنطق الأرسطي الذي يملكه أي شخص عادي. بينما يمكن لمن يسمون بالمرضى بأمراض «عضوية» الذين يعانون من الوعي المشوش في الغالب من إظهار الوعي والقلق حياله، ولذا نراهم يشتكون من أنهم «مشوشون» أو «غير قادرين على التفكير السليم» وهذا ينتج، في المقابل، نتيجة أنواع مختلفة من القصور الإدراكي.

## علامات وأعراض محتملة لاضطراب الفكر
لمعرفة ما إذا كان شخص ما يعاني من اضطراب الفكر أم لا، تُلَاحَظ طرق كلامه عن قرب. وعلى الرغم من أنه من الطبيعي أن يظهر بعض مما يلي في أوقات الضغط الشديد (كحدث كارثي أو وسط حرب)، فإن الدرجة والتكرار والاختلال الوظيفي الناتج سيؤدي إلى استنتاج إذا ما كان الشخص المراقب يعاني من اضطراب التفكير أم لا.
- فقر الكلام (أيضا يسمى ألوجيا): نقص في محتوى الكلام مقارنة بمستوى المعلومات التي نتوقع توافرها لدى الفرد العادي، ففي محادثة غير رسمية على سبيل المثال «هل لديك أشقاء؟» «نعم.» «كم عددهم؟» «اثنان» وما إلى ذلك. (وتتواصل المحادثة في العموم بهذه الطريقة)
- انقطاع الأفكار: انقطاع تواصل الكلام قبل وصول الهدف منه. على سبيل المثال«هل جئت مبكرا؟» «لا، لقد جئت في...»(صمت) وفي الدرجة القصوى، بعد انقطاع الأفكار، لا يستطيع المتحدث تذكر موضوع الحديث الذي كان أو كانت تناقشه. قد يعتبر عرض انقطاع الأفكار علامة شائعة لمرض الفصام.
- الإطناب: الكلام الذي يحوي مستوى عالٍ جدًا من الإسهاب ويتأخر بشكل كبير في الوصول للهدف المرجو. الكلام عن العديد من المفاهيم المتعلقة بمحور المحادثة قبل العودة في النهاية له مرة أخرى والوصول للنتيجة. الإطناب المفرط. على سبيل المثال «ما اسمك؟» «حسنا، أحيانًا عندما يسألني الناس أنه يتعين علي النظر فيما إذا كان أم لا سأجيب لأن بعض الناس يعتقدون انه اسم غريب على الرغم من أنني لا أرى ذلك لأن أمي هي التي أطلقته علي وأعتقد أن والدي ساعد ولكن كل ما في الأمر أنه اسم جيد مثل أي اسم في رأيي، وأعتقد أنها غريبة قليلاً أن يكون لي نفس اسم اثنين من أسمائي الأخرى، ولكن الحقيقة أنني أحب ذلك فهو أمر جيد... ولكن نعم، اسمي جوردون.»
- التلاحن: أصوات تظهر لتنظم الكلمات أو المواضيع بدلاً من المعاني التي تربط الكلمات ببعضها. بإفراط في القافية، والجناس.
- جنوح التفكير (وكذلك التفكير المهلهل والتذبذب): خروج الأفكار عن مسار الموضوع لموضوع آخر ذي صلة بمحور الحوار أو لا وبشكل غير مباشر. على سبيل المثال «في اليوم التالي عندما كنت بالخارج أتعلم؛ أخذت، ما يشبه آه، وضعت مادة الدهان على شعري في كاليفورنيا.»
- الكلام المشتت: في منتصف الكلام، يتم تغيير الموضوع نتيجة دخول عامل محفز. على سبيل المثال «بعد ذلك غادرت سان فرانسيسكو وانتقلت إلى... من أين أتيت برابطة العنق هذه؟»
- التكرار الصدوي: تكرار كلام أحد الأشخاص أو كلام الناس بشكل يشبه الصدى لمرة واحدة، أو بشكل مستمر. وقد يكون التكرار لبعض الكلمات الأخيرة أو للكلمة الأخيرة فقط من الجمل التي يقولها من يقوم بالاختبار. وقد يكون هذا من أعراض متلازمة توريت. على سبيل المثال «ما الذي تحب تناوله على العشاء؟», «هذا سؤال جيد. هذا سؤال جيد. هذا سؤال جيد. هذا سؤال جيد.»
- التفاعل المراوغ: محاولة التعبير عن أفكار و/أو مشاعر عن شخص آخر وتتسم بالمراوغة أو بالشكل الركيك، على سبيل المثال: «أنا... يكو أه... أنت تكون أه... أعتقد أنك قد... أه-- مقبول إم... شعر.»
- هروب الأفكار: تسلسل من الأفكار المهلهلة أو انحراف التفكير المفاجيء حيث ينتقل المتحدث بسرعة من فكرة إلى أخرى لا تتعلق بمحور الحوار. فبالنسبة للمستمع، الأفكار تبدو غير مترابطة مع بعضها ولا يبدو أنها تتكرر. وكثيرًا ما يكون ضغط الكلام موجودًا أيضا. على سبيل المثال «أنا أملك خمس سيجارات. لقد ذهبت إلى هافانا. لقد ظهرت من الماء بملابس البحر.»
- اللامنطقية: الاستنتاجات التي يُتَوَصَّلُ إليها لا تتبع المنطق (عدم توافر الاستدلالات والنتائج الخاطئة). على سبيل المثال «هل تعتقد أن هذا سيدخل في الصندوق؟» يرسم إجابة مثل «حسن؛ إنه بني، أليس كذلك؟»
- عدم الاتساق (كلام مُختلط): الكلام غير المفهوم لأنه، على الرغم من أن كلمات الشخص عبارة عن كلمات حقيقية، إلا أن الأسلوب الذي يربط به بينها ينتج عنه رطانة مهلهلة، على سبيل المثال السؤال «لماذا يمشط الناس شعرهم؟» فيستنبط إجابة مثل «لأنه يجعل الحياة دوامة، صندوقي تكسر ساعدني أيها الفيل الأزرق. أليس الخس شجاعا؟ أنا أحب الإلكترونات، مرحبا من فضلك!»
- فقدالهدف: الفشل في مواصلة تسلسل الأفكار للوصول إلى استنتاج معقول. على سبيل المثال «لماذا تحطم حاسوبي؟», «حسنا، أنت تعيش في منزل من الجص، لذا يُتطلب وجود مقص في درج آخر.»
- ألفاظ جديدة مستحدث (لغة): تراكيب من الكلمات الجديدة.. وهذه أيضا قد تشتمل على حالات ترخيم لكلمتين لهما معنيان أو صوتان متشابهان. على سبيل المثال «استشطت غضبا فالتقطت قدرا فألقيته بطشرا»
- المثابرة التكرارية: التكرار المتواصل لكلمات أو أفكار. على سبيل المثال «إنه لشيء عظيم أن تكون هنا في نيفادا، نيفادا، نيفادا، نيفادا، نيفادا.» وهذا أيضا قد يشتمل على إعطاء جواب متكرر بنفس الإجابة لأسئلة مختلفة. على سبيل المثال «هل اسمك مريم؟» «نعم.» «هل أنت بالمستشفى؟» «نعم.» «هل أنت طاولة؟» «نعم.» ويمكن أن يشتمل هذا العرض على اللجلجة والتأتأة النبرية وغالبًا ما يكون هذا العرض مؤشرًا على وجود مرض عضوي بالمخ مثل مرض باركنسون.
- خطل التسمية الصوتي: خطأ لفظي؛ حيث تكون المقاطع خارج التسلسل. على سبيل المثال «انزلقت على اللسلم وكسرت زراعي.»
- ضغط الكلام: المبالغة في كثرة الكلام بشكل عفوي مقارنة بالمستوى الطبيعي. وقد يشتمل هذا أيضا على زيادة في معدل الكلام. وبدلا من ذلك، ربما يكون من الصعب مقاطعة المتحدث؛ فربما يستمر المتحدث في التكلم حتى لو وُجِّه سؤال مباشر له.
- المرجعية الذاتية: المريض دائمًا ما يشير إلى نفسه مرارًا وتكرارًا وبغير مناسبة. على سبيل المثال «كم الوقت الآن؟», «إنها السابعة. وهذه مشكلتي.»
- خطل التسمية الدلالية: استبدال لفظة غير لائقة. على سبيل المثال «انزلقت على المعطف، أقصد على الجليد، وكسرت كتابي.»
- الكلام المتكلف: كلام متكلف ورسمي بشكل مفرط على سبيل المثال «انسجم المدعي مع نفسه بشكل غير مهذب.»
- التماسية: إجابة الأسئلة بطريقة غير مباشرة أو عرضية أو لا صلة لها بالموضوع. على سبيل المثال:

س: «من أية مدينة أنت؟»
ج: «حسناً، هذا سؤال صعب. أنا من أيوا. أنا في الحقيقة لا أعرف من أين جاء أقاربي، لذا فأنا لا أعرف إذا كنت أيرلنديًا أم فرنسيًا.»
- تقريب الكلمات: استخدام الكلمات القديمة بطريقة جديدة وغير تقليدية. على سبيل المثال «رئيسه كان مشرف.»